# IPhone
iPhone é uma linha de smartphones desenvolvidos e comercializados pela Apple Inc. É o único smartphone a operar com o sistema operacional móvel iOS. A primeira geração do iPhone foi lançada em 29 de junho de 2007, desde então, a Apple lançou novos modelos anualmente sendo o iPhone 16, iPhone 16 Plus, iPhone 16 Pro e iPhone 16 Pro Max os modelos mais recentes. A linha ‘16’ do iPhone foi anunciada em 9 de setembro de 2024 na conferência anual da Apple, transmitida na Apple Park, em Cupertino. Alguns modelos mais antigos já pararam de ser produzidos. O iPhone 11, lançado em 2019, foi o smartphone mais vendido no Brasil, de acordo com dados da OLX. Além de liderar as vendas, foi o mais procurado e anunciado, com os sete primeiros lugares em todos os rankings ocupados por celulares da Apple.
Anunciado em 9 de janeiro de 2007, o iPhone foi lançado no dia 29 de junho de 2007 nos EUA, em 9 de novembro de 2007 na Alemanha e no Reino Unido, e em 29 de novembro na França, por Steve Jobs ex-presidente e fundador da marca Apple Inc. Em 2008 foi lançado no mercado asiático e resto da Europa. Em Portugal, foi inicialmente vendido pela Vodafone. Foi lançado em 11 de julho de 2008, no terceiro trimestre de 2009, o iPhone superou a Nokia em vendas pela primeira vez nos EUA e então o iPhone começou a fazer sucesso pela primeira vez no mundo, e no resto do mundo começou a fazer sucesso por volta do início dos Anos 2010.
No Brasil, a primeira versão do telefone (chamada popularmente de 2G) não foi lançada. Na sua segunda versão, o iPhone 3G, começou a ser vendido no mercado brasileiro, a partir de 26 de setembro de 2008.
O iPhone é uma das duas maiores plataformas de smartphones do mundo ao lado do Android. A linha de smartphones foi responsável por gerar grandes lucros para a Apple, tornando-se uma das empresas de capital aberto mais valiosas do mundo. O iPhone de primeira geração foi descrito como uma revolução para a indústria de telefonia móvel e seus modelos posteriores também receberam elogios. A linha de celulares foi responsável pela popularização dos smartphones e do desenvolvimento e comercialização de aplicativos móveis.

## História e disponibilidade

As vendas do iPhone no mundo todo por trimestre. O volume de vendas é em milhões. Q1 é a temporada de férias.
iPhone original
iPhone 3G
iPhone 3GS
iPhone 4

O desenvolvimento do iPhone começou em 2004, quando a Apple reuniu uma equipe de 1.000 funcionários liderados pelo engenheiro de hardware Tony Fadell, o engenheiro de software Scott Forstall e o engenheiro de design Jonathan Ive.
A Apple criou o dispositivo durante uma colaboração sem precedentes e sigilosa com a AT&T, que deu um auxílio de 150 milhões de dólares ao longo de um período de trinta meses. A Apple rejeitou o projeto que tinha rendido o Motorola ROKR E1, uma grande colaboração com a Motorola. Em vez disso, a Cingular Wireless deu a Apple a liberdade para desenvolver o iPhone ela mesma.
Jobs apresentou o iPhone ao público em 9 de janeiro de 2007, num discurso. O iPhone foi colocado à venda nos Estados Unidos em 29 de junho de 2007, às 06h00 horas no horário local, enquanto centenas de clientes faziam fila fora das lojas por todo o país. O iPhone original foi disponibilizado no Reino Unido, França e Alemanha, em novembro de 2007, e na Irlanda e na Áustria, no outono de 2008.
Em 11 de julho de 2008, a Apple lançou o iPhone 3G em 22 países. O 3G foi lançado em mais de oitenta países e territórios. A Apple anunciou o iPhone 3GS em 8 de Junho de 2009, juntamente com planos para liberá-lo mais tarde, em junho, julho e agosto, começando com os Estados Unidos, Canadá e os principais países europeus em 19 de junho. Em uma tentativa de ganhar um mercado mais amplo, a Apple manteve o iPhone 3G de 8GB em um preço mais baixo. Houve várias reduções de preço desde o lançamento do iPhone em 2007.
Em 24 de junho de 2010 a Apple disponibilizou a venda do iPhone 4 nos Estados Unidos, Reino Unido, França, Alemanha e Japão. O iPhone 4 apresentava uma estrutura remodelada e conta agora com dois câmeras (a traseira com capacidade de gravar vídeos em HD) e FaceTime.
Em outubro de 2011, foi lançada a quinta versão do aparelho, o iPhone 4S. Com design praticamente idêntico ao modelo anterior, trouxe como novidades uma câmera de maior resolução (8,0 megapixels e gravação de vídeo 1080p), um processador com dois núcleos e uma função de assistente de voz, chamada Siri.
Em setembro de 2012, foi lançada a sexta versão do aparelho, o iPhone 5. Com um novo design, tela de 4 polegadas, novo conector lightning, nova câmera FaceTime HD de 1,2 MP, um processador Apple A6 e compatibilidade com redes 4G LTE.
A Apple vendeu 6,1 milhões de unidades do iPhone original ao longo de cinco trimestres. A empresa vendeu 3,8 milhões de unidades do iPhone 3G no segundo trimestre de 2009, que terminou em Março de 2009, e 12,6 milhões de iPhone 3G e 3GS, totalizando 362,3 milhões de iPhones vendidos até hoje. Vendas em 2008 ultrapassaram temporariamente a do BlackBerry da RIM vendendo 5,2 milhões de unidades, o que fez Apple brevemente a terceira maior fabricante de celulares, apenas depois da Nokia e Samsung.
A parte traseira do iPhone original era feita de alumínio com a base de plástico preto. O iPhone 3G e 3GS são feitos todos de plástico. O iPhone 3G está disponível em um modelo preto de 4 e 8 GB, e a opção de branco ou preto para o modelo de 8 e 16 GB. O iPhone 3GS está disponível nas duas cores, independentemente da capacidade de armazenamento. O iPhone 4 é feito de alumínio e vidro na frente e atrás com um aço inoxidável na borda que serve como antena sendo que existem dois modelos atualmente: Preto e Branco (Lançado em 28 de Abril de 2011).
O iPhone já recebeu resenhas positivas de críticos como David Pogue e Walter Mossberg.
As vendas do iPhone mundialmente já ultrapassaram 160 milhões de unidades, o que já faz dele o produto tecnológico portátil mais vendido da história, superando ícones como o iPod (da própria marca), o Walkman da Sony e o GameBoy da Nintendo.
Segundo a CounterPoint Research, em 2022, a Apple conseguiu colocar 8 dos seus iPhone no top 10 de smartphones mais vendidos a nível mundial, sendo o iPhone 13 o modelo mais vendido com 5% da quota de mercado.
O iPhone 15, 15 Plus, 15 Pro e 15 Pro Max foram anunciados em 12 de setembro de 2023. A partir deste grupo de dispositivos, todos os modelos passam a utilizar o USB-C como conector de energia para cumprir as regulamentações da Comissão Europeia, substituindo o conector proprietário da Apple, o Lightning, após onze anos de uso nos modelos anteriores. Todos os modelos apresentam a Ilha Dinâmica, que estreou com o iPhone 14 Pro (aposentando efetivamente o recorte de tela "notch"), bordas ligeiramente curvadas e uma parte traseira de vidro fosco. O iPhone 15 Pro e o 15 Pro Max também substituem o botão tocar/silencioso e as bordas de aço inoxidável pelo botão de ação e titânio, respectivamente.

## Características

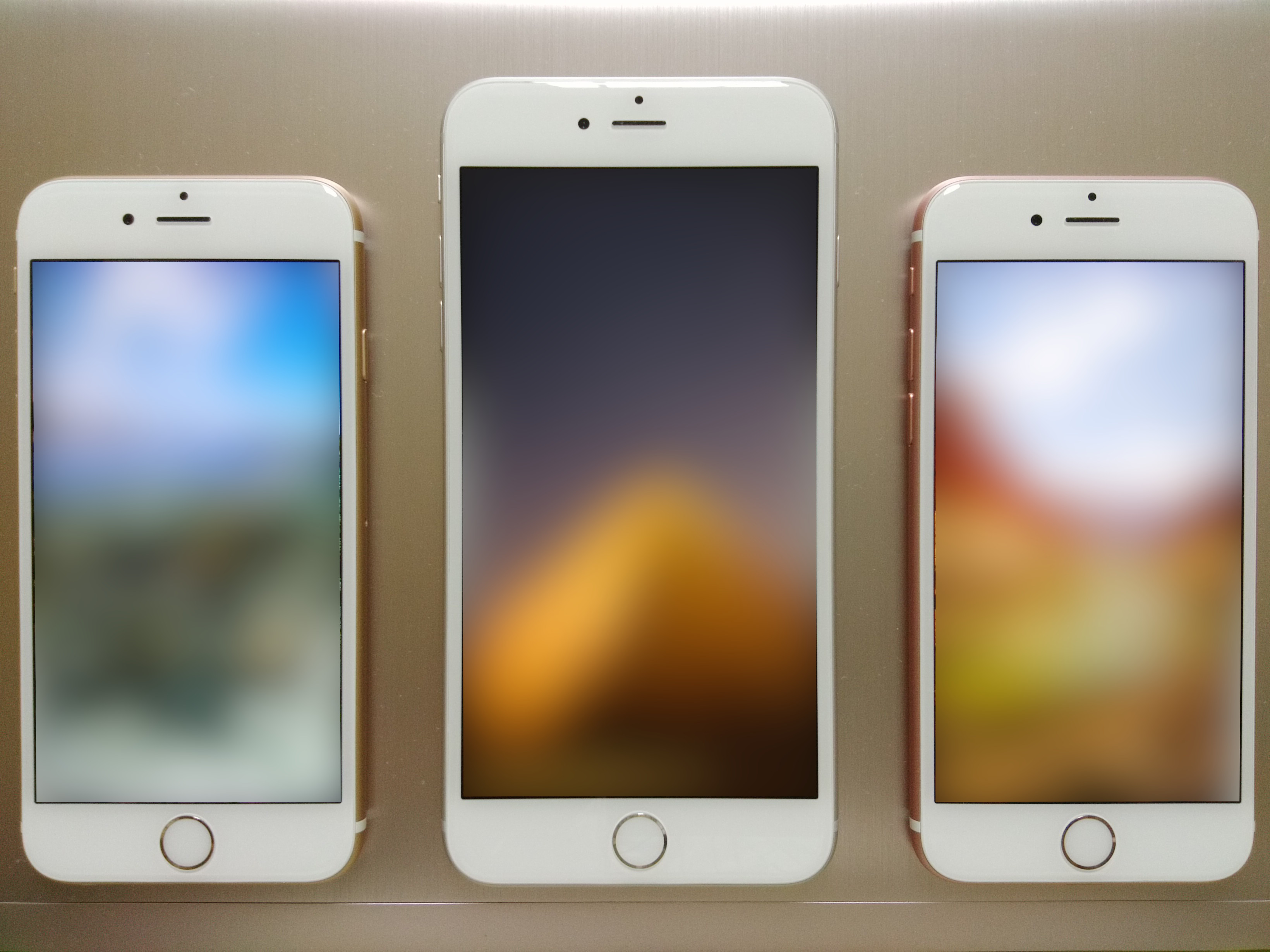
iPhone 6s na cor dourada, iPhone 6 Plus na cor prata e iPhone 6s na cor ouro-rosê, respectivamente.

Apple lançou um tour assistido explicando uma série de características do iPhone por meio de vídeos explicativos.

### Tela sensível ao toque
A tela sensível ao toque HVGA (320×480 px em 160 ppi) com vidro de qualidade óptica foi especialmente criada para ser usada com um dedo, ou múltiplos dedos para sensibilidade multi-touch. Não é necessária uma caneta stylus, mas pode ser usado modelos próprios para telas capacitivas que simula o toque do dedo, visto que o sistema é sensível apenas à capacitância da pele humana. Por esse motivo, às vezes pode ser incômodo manusear o aparelho, como em regiões frias em que os usuários terão que tirar suas luvas para usar a touchscreen.
Para entrada de texto, o dispositivo tem um teclado virtual tipo Swype na tela, com um sistema de correção ortográfica, previsão de palavras e um dicionário inteligente que tem a capacidade de aprender novas palavras. Para novos usuários o sistema pode frustrar no começo, com falhas simples como pressionamento errado de teclas e ritmo de digitação. A Apple disponibilizou no seu website vídeos explicativos de como interagir corretamente com o sistema.
O multi-touch permite não só executar comandos tocando na tela, mas ir além, rolando listas com o deslizar do dedo e ampliando e reduzindo imagens com o movimento de pinça do polegar e do indicador. A tela é capaz de reconhecer toques simultâneos, permitindo ao telefone reconhecer gestos e oferecer uma interação mais rica, permitindo que o usuário 'manipule' os objetos. Steve Jobs demonstrou na primeira apresentação pública do produto, em janeiro de 2007, o uso do recurso para navegar por capa de álbuns musicais (Cover Flow, recurso que já existia no iTunes), para fazer o zoom de fotos e mapas e para explorar páginas da web no navegador Safari, focalizando pedaços específicos da tela pelo movimento de pinça do polegar e do indicador, e enquadrando trechos, como fotos ou colunas, com um duplo toque do dedo.

### Telefone
O iPhone permite conferência, chamada em espera, união de chamadas, identificador de chamadas e integração com outros serviços de operadoras celulares e funções do iPhone. Por exemplo, uma música é interrompida gradativamente quando o usuário recebe uma chamada. Logo que a chamada é terminada a música gradativamente volta a tocar.
O iPhone inclui um recurso de Visual Voicemail ('Correio de voz visual') em parceria com a AT&T Mobilit, que permite aos usuários ver a lista atual de mensagens de voz aguardando. Diferentemente dos outros sistemas, as mensagens podem ser escutadas fora da ordem cronológica, apenas escolhendo-se a mensagem desejada na lista. AT&T reformou completamente sua infraestrutura de Correio de voz para acomodar esse novo recurso desenvolvido pela Apple.
Mensagens SMS são apresentadas cronologicamente em um formato de caixa de mensagens muito parecido com o Apple Mail, que coloca todas as mensagens dos recipientes junto com as respostas. Mensagens de texto são mostradas em balões de quadrinhos (como o iChat) com cada nome dos destinatários, simulando o desenho industrial de diversos softwares de bate-papo. No update 1.1.3 de Janeiro, foi acrescentada o suporte a múltiplos envios de Mensagens ou SMS.

### Multimídia
O layout da biblioteca de música difere dos modelos anteriores de iPod, com seções divididas de modo alfabético e mais claro, e um tamanho de fonte maior. Similar aos iPods anteriores, o iPhone pode organizar sua biblioteca de mídia por músicas, artistas, álbuns, vídeos, listas de reprodução, gêneros, compositores, podcasts, audiobooks e compilações. O Cover Flow, como no iTunes, mostra diferentes capas de álbuns em um sistema através de scroll. Para usar o scroll é apenas passar o dedo pelo meio da tela, no sentido de comprimento.
Como a quinta geração do iPod introduzida em 2005, O iPhone pode tocar vídeos, permitindo aos usuários assistirem shows de TV e filmes. Diferentemente de qualquer outro conteúdo de imagem, vídeos no iPhone tocam apenas na orientação de paisagem quando o telefone é girado para os lados. Dois toques seguidos na tela servem a trocar entre o modo real Widescreen (com faixas pretas na parte superior e inferior da tela) e o modo de zoom (para preencher toda a tela do iPhone.)

### Conectividade com a Internet
O iPhone possui Wi-fi embutido, o que o torna capaz de acessar a Internet (através de uma rede sem fio) por meio de uma versão modificada do web browser Safari. O iPhone também é capaz de conectar-se à internet por meio de uma rede EDGE, porém sua primeira versão não era capaz de se conectar a redes 3G/HSDPA/LTE. Steve Jobs mencionou na sua apresentação na Keynote que o suporte a 3G poderá ser um recurso futuro em uma nova versão. O uso de redes EDGE ao invés de 3G foi criticado por analistas. Tal falha foi sanada na segunda versão do aparelho que dentre muitas novidades teve a capacidade de acessar redes 3G acrescentada. Quando o usuário não está em um hotspot Wi-Fi, a conexão de rede do iPhone usará automaticamente a rede EDGE, que, durante o lançamento, especialistas descobriram ser "assustadoramente lenta" quando o iPhone demorou mais de 100 segundos para fazer o download da webpage do Yahoo! pela primeira vez. Imediatamente depois, entretanto, foi observado que a velocidade da rede aumentou para quase 200kbps, por causa dos upgrades de infraestrutura da rede EDGE que a AT&T estava fazendo por causa do lançamento do aparelho.
O browser da web mostra páginas completas, ao contrário das páginas simplificadas que são mostradas em não smartphones. Porém o iPhone não suporta as tecnologias Flash e Java. Páginas da web podem ser vistas em orientação paisagem ou verticalmente e suportam zoom automático usando o movimento de pinça do polegar e do indicador, ou dando um duplo toque em imagens ou texto. O iPhone também possui Bluetooth 2.x + EDR embutido, funcionando com fones sem fio que usam a tecnologia Bluetooth 2.0.
Um acordo entre Apple e Google permitiu o acesso a uma versão especificamente modificada do Google Maps - Em formato de mapa, lista local ou satélite, que também fornece opcionalmente informações de tráfego em tempo real. Durante o anúncio do produto, Jobs demonstrou esse recurso procurando por uma loja próxima da cafeteria Starbucks e realizando uma chamada para a mesma com um simples toque na tela.
Em 2012 chegou o iPhone 5 que dentre as inúmeras novidades que o acompanhavam vinha com a rede LTE/4G, uma grande inovação mas com opções de bandas muito limitadas, restringindo famosas bandas como a 7 (2 600 mhz) e isso consequentemente deixou varias pessoas decepcionadas. Após o lançamento do iPhone 5s qualquer problema com rede LTE referente a frequência foi resolvida, mas outras preocupações ainda existiam, se um iPhone for comprado nos Estados Unidos não funcionará o 4G na Itália ou no Brasil, portanto ainda apresentava alguns problemas. Com o lançamento do iPhone 6 e 6 Plus todos os problemas envolvidos foram resolvidos, os três modelos possuem as bandas mais usadas do mundo, o que diminuiu bem mais a preocupação das pessoas em geral.

### E-mail
O iPhone também possui um cliente de e-mail HTML que permite ao usuário inserir fotos em uma mensagem de e-mail. Anexos PDF, Microsoft Word e Microsoft Excel podem apenas ser visualizadas no telefone. Yahoo! é o único provedor de e-mail que vai oferecer um serviço grátis de Push-IMAP similar no que existe no BlackBerry. Protocolos padrão de e-mail IMAP e POP3 também são suportados, incluindo Microsoft Exchange. O iPhone sincroniza configurações de conta de e-mail através do aplicativo Apple Mail, Microsoft Outlook e Microsoft Entourage, ou pode ser manualmente configurado usando a ferramenta de configuração do próprio dispositivo. Com os parâmetros corretos, o programa de e-mail pode verificar várias contas baseadas na web e ativadas por IMAP ou POP3 como GMail, MobileMe e AOL

### iOS
iOS é o sistema operacional nativo do iPhone e de todos os outros iGadgets. O sistema é completamente baseado nos sistemas operacionais para desktop da Apple, o Mac OS X. A diferença entre os dois sistemas está no fato de que o iOS foi desenvolvido para executar em arquiteturas ARM, enquanto o Mac OS X foi desenvolvido para x86 e x64.
O sistema operacional tem aproximadamente 960 MB de arquivos, sendo que uma partição cerca de 1,5 GB é feita do armazenamento do iPhone (16, 32, 64 ou 128 GB disponibilizados pela Apple) para armazenar o iOS. Isto o torna capaz de suportar futuras versões do iOS que ocuparam mais espaço que o atual, de uma maneira similar ao qual o Mac OS X e iPod são atualizados, tornando uma grande vantagem se comparado aos outros telefones celulares.
Algumas funções anunciadas na Macworld 2007 foram excluídas da versão final do primeiro iPhone, entre elas o split mail e o ícone piscante do telefone durante uma ligação.
O iOS também inclui o componente de software Core Animation, que é responsável pelas animações suaves usadas na interface de usuário. Core Animation faz parte do Mac OS X v10.5.

### Aplicativos
Além de seus nativos (que são instalados juntamente com o sistema), pode-se adquirir aplicativos desenvolvidos por terceiros pela App Store. A loja virtual possui aproximadamente 1,4 milhões de aplicativos disponíveis, sendo que desses já foram feitos 84 bilhões de downloads. Analistas criticam que o iPhone tem falta de um software de firewall, que alguns especialistas afirmam ser um risco de segurança.

### SDK
Em Março de 2008, foi realizado um software roadmap do iPhone para desenvolvedores, onde foram anunciadas, além de muitos recursos corporativos e o novo beta 2.0 do iOS, foi ainda lançado o SDK, kit de desenvolvimento de softwares para o iPhone, e foi lançado o update 1.1.5 que prepara o iPhone para as futuras aplicações a serem lançadas em Junho na WWDC 2008 por meio da App Store, uma única loja apenas disponível via interface do iPhone que permitirá o download de aplicativos para o iPhone. Claro que quem quiser pode disponibilizar aplicativos gratuitos usando as Web Apps e há vários de repositórios online para baixar aplicativos em iPhones desbloqueados (não recomendado pela Apple), mas o SDK traz a possibilidade do desenvolvedor disponibilizar aplicativos pagos, como jogos.
Um fundo financeiro por meio de uma parceria entre Apple e uma empresa norte americana está financiando desenvolvedores em um programa de desenvolvimento de aplicações para o iPhone, o qual nós poderemos esperar grandes frutos durante 2008. Empresas como Microsoft e Adobe já analisaram o SDK e também há rumores que essas desenvolvem aplicações para o telefone.

### App Store
A Apple lançou junto com o iPhone 3G, a App Store. Loja online de jogos e aplicativos desenvolvidos por terceiros. Os desenvolvedores utilizam as ferramentas do SDK disponibilizado pela empresa para desenvolver aplicativos tanto para o iPhone (em suas duas versões) quanto para iPods Touch. Os aplicativos podem ser baixados através do próprio aparelho (aplicativos de até 10 MB) ou pelo iTunes. Os preços são definidos pelos próprios desenvolvedores, sendo que 70% do valor do aplicativo fica com ele, e 30% vai para a Apple. A App Store está disponível no Brasil desde o lançamento do iPhone 3G, mas apresenta um acervo de aplicativos escasso se comparado com a App Store americana. Um dos fatores que corroboram para esta escassez é o fato de na App Store brasileira, não haver a seção "Jogos". O que causa isso é que o Ministério Público exige que a avaliação e classificação de restrição por idade seja feita por eles, não aceitam a classificação americana. Em pouco mais de seis meses desde a abertura da App Store, a Apple anunciou que foram baixados mais de 500 milhões de aplicativos para iPhones e iPods touch. Hoje, há mais de 50 mil títulos na loja, divididos em 20 categorias — de jogos a aplicativos destinados a negócios.

### Assistente Pessoal - Siri
O iPhone possui a assistente pessoal Siri que permite você realizar várias tarefas, como enviar mensagens, fazer ligações, checar calendário, pesquisar informações e muito mais, apenas por comando de voz. Foi lançado inicialmente na versão iOS 5.1 no iPhone 4s e está em constante evolução com a inclusão de novos idiomas e funcionalidades. Quando está configurada no iPhone, pode ser ativada pressionando o botão Home, pressionando o botão lateral em modelos sem o botão Home, ou dizendo "Hey Siri", ou "E aí, Siri", na versão em português. No iOS 17, basta dizer apenas "Siri".

### Proteção de dispositivos roubados
A proteção de dispositivos roubados, implementada no iOS 17.3, acrescenta uma camada adicional de segurança ao iPhone, especialmente quando o dispositivo está distante de locais familiares, como casa ou trabalho. Essa medida visa proteger contas e informações pessoais em caso de roubo. Quando ativada, a proteção exige autenticação biométrica com o Face ID ou Touch ID para ações críticas, como acesso a senhas armazenadas e cartões de crédito. Além disso, um retardamento de segurança é aplicado para operações importantes, como alteração de senha do ID Apple, exigindo uma segunda autenticação após aguardar uma hora. Esses requisitos visam impedir alterações significativas na conta ou dispositivo por parte de possíveis ladrões. A proteção de dispositivos roubados pode ser ativada nas configurações, requerendo autenticação de dois fatores do ID Apple e a configuração prévia de código do dispositivo, Face ID ou Touch ID, Find My iPhone, e Locais Importantes. Essa funcionalidade oferece uma salvaguarda adicional ao dispositivo e às contas, reforçando a segurança em situações potencialmente vulneráveis.

## Modelos

Comparação dos tamanhos dos modelos de iPhone

A partir de setembro de 2007, foram produzidos 34 modelos de iPhone diferentes. Os modelos em negrito são os dispositivos da última geração:
- iPhone (2007–2008)
- iPhone 3G (2008–2010)
- iPhone 3GS (2009–2012)
- iPhone 4 (2010–2013)
- iPhone 4s (2011–2014)
- iPhone 5 (2012–2013)
- iPhone 5c (2013–2015)
- iPhone 5s (2013–2016)
- iPhone 6 (2014–2016)
- iPhone 6 Plus (2014–2016)
- iPhone 6S (2015–2018)
- iPhone 6S Plus (2015–2018)
- iPhone SE (1.ª geração) (2016–2018)
- iPhone 7 (2016–2019)
- iPhone 7 Plus (2016–2019)
- iPhone 8 (2017-2020)
- iPhone 8 Plus (2017-2020)
- iPhone X (2017–2018)
- iPhone XR (2018-2021)
- iPhone XS (XS & XS Max) (2018-2019)
- iPhone 11 (2019-2022)
- iPhone 11 Pro (2019-2020)
- iPhone 11 Pro Max (2019-2020)
- iPhone SE (2.ª geração) (2020-2022)
- iPhone 12 (2020-2023)
- iPhone 12 Mini (2020-2022)
- iPhone 12 Pro (2020-2021)
- iPhone 12 Pro Max (2020-2021)
- iPhone 13 (2021-2024)
- iPhone 13 Mini (2021-2023)
- iPhone 13 Pro (2021-2022)
- iPhone 13 Pro Max (2021-2022)
- iPhone SE (3.ª geração) (2022-2025)
- iPhone 14 (2022-2025)
- iPhone 14 Plus (2022-2025)
- iPhone 14 Pro (2022-2023)
- iPhone 14 Pro Max (2022-2023)
- iPhone 15 (2023-presente)
- iPhone 15 Plus (2023-presente)
- iPhone 15 Pro (2023-2024)
- iPhone 15 Pro Max (2023-2024)
- iPhone 16 (2024-presente)
- iPhone 16 Plus (2024-presente)
- iPhone 16 Pro (2024-presente)
- iPhone 16 Pro Max (2024-presente)
- iPhone 16E (2025-presente)

## Vendas

### Venda no Brasil
O iPhone está atualmente disponível no Brasil nos modelos SE (2ª Geração), 13, 13 Mini, 14, 14 Plus, 15, 15 Plus, 15 Pro e 15 Pro Max. Mas também pode ser encontrado em sites de vendas outros modelos.
Em outubro de 2017, o iOS (sistema operacional utilizado em iPhones) representava 4,1% dos aparelhos vendidos no país, uma queda de 0,2 pontos percentuais em relação ao mesmo período do ano anterior.

### Venda em Portugal
O iPhone está atualmente disponível em Portugal nos modelos SE (2020), 11, 12, 12 Mini, 13, 13 Mini, 13 Pro e 13 Pro Max. Mas também pode ser encontrado outros modelos nas três operadoras Meo, Vodafone PT, Nos e Apple Store Online.

### Outros
O iPhone contém uma bateria interna não removível, similar à dos iPods atualmente no mercado. Uma vez que a vida útil da bateria acaba, o telefone necessitará ser retornado para Apple para ter sua bateria trocada por uma taxa. O custo de troca de bateria é $ 79 e $ 6,95 para despesas de postagem. A bateria é capaz de fornecer autonomia aproximada de oito horas de conversação, seis horas de uso de internet, sete horas de reprodução de vídeo e mais de 24 horas de reprodução de música, além de aproximadamente 250 horas em standby.
Os novos fones de ouvido são similares aos dos atuais iPods, porém incorporam um microfone embutido. As chamadas podem ser atendidas e terminadas apenas pressionando o botão no microfone. O conector TRS de 3,5 mm fica localizado no topo do telefone, do lado direito, (como é visto de frente) onde são conectados os fones. Fones sem fio Bluetooth compatíveis com o iPhone são vendidos separadamente.
O alto-falante é usado duplamente para operações de handsfree e reprodução de conteúdo multimídia.
O chip SIM fica localizado em uma bandeja na lateral direita do dispositivo, e o celular deve ser ativado usando o iTunes antes que se possa realizar qualquer operação.
A Apple atrasa propositadamente os iPhones mais antigos. A estratégia da Apple começou por ser implementada no iPhone 6, 6S e SE durante uma atualização de software. Aquando do lançamento do iOS 11, o iPhone 7 recebeu este mecanismo. Segundo a empresa é para evitar problemas com as baterias.

## Disputas judiciais
Caso Cisco
Em dezembro de 2006 a empresa Linksys, uma das divisões da Cisco Systems, havia anunciado o lançamento do telefone iPhone, que faz chamadas usando a internet, já tendo lançado os modelos e patenteado o nome da marca. Após uma tentativa de negociação frustrada, a Cisco System estava processando a Apple pelo uso indevido do nome. Em fevereiro de 2007, as duas empresas chegam a um acordo de uso compartilhado, permitindo ao iPhone continuar com seu nome original.
A fabricante de equipamentos de rede Cisco Systems, detentora da marca iPhone desde 2000 depois de comprar a Infogear, anunciou acordo com a Apple Inc. para a utilização de sua marca iPhone. Em comunicado conjunto, as companhias afirmaram que ambas poderão usar a marca iPhone em seus produtos e cada lado irá cancelar qualquer processo pendente em relação ao uso do nome. Além disso, Cisco e Apple vão explorar oportunidades para trabalharem juntas nas áreas de segurança e comunicações.
Caso iFone
A empresa de telecomunicações 'iFone' nasceu no México em 2003, para passados seis anos, receber uma carta da Apple dizendo que iria ser processada por utilizar um nome com uma fonética muito parecida à da gigante americana. A pequena companhia mexicana processou também a Apple. Agora, o tribunal vem dar razão à empresa nacional.
A companhia de telecomunicações exige agora 40% dos lucros de todos os iPhones vendidos no México até a data
Caso Gradiente
Em 2000, a Gradiente registrou no Brasil uma marca que uniu a letra I (de internet) e phone (de telephone). Nesse ano surgiu o primeiro iphone da Gradiente.
No ano de 2007, a Apple tentou fazer o registro da marca no Brasil, mas não pôde, uma vez que a Gradiente já possuía o direito sobre o mesmo, no país.
Mesmo assim, desde 2007, ambas empresas comercializam no Brasil produtos que utilizam a palavra iPhone.
Em 2013, o juiz Eduardo André Brandão de Brito Fernandes do TRF da 2ª Região decidiu que "tanto a Apple quanto a Gradiente, cada um à sua forma, poderão utilizar o nome iPhone no Brasil". Na prática, isso significa uma derrota para a Gradiente, que já estava há quase um ano investindo nesta briga com a Apple. A Gradiente não poderá utilizar somente o nome iPhone, mas sim sempre usar a marca "Gradiente iphone" ao comunicar o seu produto. Como resultado disso, o registro da Gradiente no INPI deverá ser cancelado, e um novo registro será feito, deixando clara a situação e as novas regras.
Após alguns revezes em instâncias inferiores, a Gradiente ingressou com o processo no STF, que deve julgar o mérito do caso em junho de 2023.

## Fabricação no Brasil
Conversas entre a Apple Inc. e a Foxconn, fabricante dos produtos da Apple no Taiwan e que possui uma fábrica em Jundiaí, no interior de São Paulo, indicam que a empresa quer fabricar parte de seus produtos no Brasil. Os planos incluiriam o iPhone, o MacBook, o iPad e o iPod, segundo reportagem de Julio Wiziack no jornal Folha de S.Paulo. As conversas entre a Apple e a Foxconn tiveram início em meados de 2009, interromperam-se no final do ano e intensificaram-se em abril de 2010, afirma o jornalista.
Atualmente a empreitada está nas mãos da prefeitura de Jundiaí. A ideia da empreitada é reduzir custos e impulsionar as vendas desses produtos no Brasil, onde a carga de impostos impede avanço maior num mercado brasileiro, considerado promissor pela Apple. Enquanto no Brasil a Apple comercializou no primeiro trimestre deste ano apenas 80 mil aparelhos iPhone, no mundo foram vendidos nove milhões de unidades no mesmo período.
Segundo a reportagem da Folha, com a produção local do iPhone, a Apple passaria a importar os componentes e com isso reduziria a carga de impostos que hoje incidem sobre o produto. Cálculos iniciais das operadoras indicam que haveria uma redução de 15% nos custos, algo que, teoricamente, deixaria o preço do aparelho produzido no Brasil cerca de 10% mais alto que na China. Hoje ele desembarca custando 70% a mais.